# Grenaa
Grenaa lub Grenå – miasto w centralnej Danii w gminie Norddjurs w regionie Jutlandia Środkowa, do 2007 roku siedziba byłej gminy Grenaa.
Grenaa jest portem morskim ze stałym połączeniem promowym z wyspą Anholt i szwedzkim miastem Halmstad. Według danych z 2010 roku mieszka tutaj 14 255 ludzi na powierzchni 196 km².